# Sabotage: Deutschland in Putins Visier
Sabotage: Deutschland in Putins Visier ist ein deutscher Dokumentarfilm, der am 23. April 2025 in der ARD in der Reihe ARD Story ausgestrahlt wurde.
Der Dokumentarfilm vertritt die These, dass der russische Geheimdienst Glawnoje Raswedywatelnoje Uprawlenije (Hauptverwaltung für Aufklärung) über sogenannte Low-Level-Agenten, also Privatpersonen, die häufig über Telegram für kleine Aufträge angeworben werden, Anschläge europaweit ausgeführt hat. Es handelt sich um eine investigative Recherche von Journalistinnen und Journalisten des WDR, des NDR und der Süddeutschen Zeitung.

## Inhalt
Im Dokumentarfilm wird explodierenden DHL-Paketen, Sabotageakten, Ausspäh-Aktionen und geschmiedeten Mordkomplotten (u. a. gegen Armin Papperger) nachgespürt. Der Dokumentarfilm sieht hier als Hintermänner professionelle und hochrangige Offiziere des russischen Geheimdienstes Glawnoje Raswedywatelnoje Uprawlenije bzw. Jan Marsalek im Auftrag eben dieses Dienstes tätig.
Die Häufigkeit von Aktionen haben sich seit dem russischen Überfall auf die Ukraine ab dem Jahr 2022 vermehrt. Neu sei der Einsatz von Amateurinnen und Amateuren, die häufig über Telegram angeworben und für kleine Aufträge eingesetzt würden.
Die ARD vermerkt zum Dokumentarfilm: „Dieser Film wurde im Jahr 2025 produziert. Alle Aussagen und Fakten entsprechen dem damaligen Stand und wurden seitdem nicht aktualisiert.“
Als Experte kommt u. a. Sinan Selen, Vizepräsident des Bundesamts für Verfassungsschutz, zu Wort. Er erklärt: „Deutschland ist im Zielspektrum russischer Operationen. Mit dieser Gewissheit müssen wir aktuell leben.“ (00:20 bis 00:28).

## Trivia
Der Dokumentarfilm nutzt KI-Technik, um Szenen nachzustellen.